# Hallunda och Norsborg
Hallunda och Norsborg est une localité suédoise de 14 600 habitants. Elle est située sur la commune de Botkyrka, dans le Comté de Stockholm.